# Championnat d'Autriche de football 1970-1971
Navigation
Saison précédente Saison suivante
La saison 1970-1971 du Championnat d'Autriche de football était la 60e édition du championnat de première division en Autriche. La Nationalliga regroupe les 16 meilleurs clubs du pays au sein d'une poule unique où ils s'affrontent deux fois au cours de la saison, à domicile et à l'extérieur. À la fin de la saison, les 3 derniers du classement sont relégués et remplacés par les 3 meilleurs clubs de Regionalliga.
C'est le club du FC Wacker Innsbruck qui remporte le championnat en terminant en tête du classement final, avec un seul point d'avance sur le SV Austria Salzbourg et 3 sur le SK Rapid Vienne. C'est le tout premier titre de champion d'Autriche de l'histoire du club. Le double tenant du titre, le FK Austria Vienne, ne termine qu'à la 10e place, à 15 points du Wacker mais se console en remportant la Coupe d'Autriche en battant en finale (après prolongations) le Rapid Vienne.

## Les 16 clubs participants
| - Wiener Sport-Club - SK Rapid Vienne - Schwarz-Weiss Bregenz - Promu de Regionalliga - Wacker AC - WSG Radenthein - Promu de Regionalliga - FC Wacker Innsbruck - 1. Simmeringer SC - Promu de Regionalliga - SV Wattens | - Linzer ASK - SK VÖEST Linz - SK Admira Vienne Energie - FK Austria Vienne - Grazer AK - SK Sturm Graz - SV Austria Salzbourg - First Vienna FC |

## Compétition

### Classement
Le barème utilisé pour établir le classement est le suivant :
- Victoire : 2 points
- Match nul : 1 point
- Défaite : 0 point

| Rang | Équipe                   | Pts | J  | G  | N  | P  | Bp | Bc | Diff |
| ---- | ------------------------ | --- | -- | -- | -- | -- | -- | -- | ---- |
| 1    | FC Wacker Innsbruck      | 44  | 30 | 20 | 4  | 6  | 68 | 30 | +38  |
| 2    | SV Austria Salzbourg     | 43  | 30 | 18 | 7  | 5  | 64 | 33 | +31  |
| 3    | SK Rapid Vienne          | 41  | 30 | 16 | 9  | 5  | 65 | 36 | +29  |
| 4    | First Vienna FC          | 37  | 30 | 14 | 9  | 7  | 55 | 39 | +16  |
| 5    | Linzer ASK               | 36  | 30 | 15 | 6  | 9  | 53 | 44 | +9   |
| 6    | SK VÖEST Linz            | 36  | 30 | 13 | 10 | 7  | 44 | 38 | +6   |
| 7    | SK Admira Vienne Energie | 32  | 30 | 14 | 4  | 12 | 55 | 57 | -2   |
| 8    | SV Wattens               | 31  | 30 | 12 | 7  | 11 | 50 | 45 | +5   |
| 9    | Wiener Sport-Club        | 29  | 30 | 10 | 9  | 11 | 54 | 40 | +14  |
| 10   | FK Austria Vienne T C    | 29  | 30 | 10 | 9  | 11 | 43 | 45 | -2   |
| 11   | Grazer AK                | 28  | 30 | 12 | 4  | 14 | 36 | 54 | -18  |
| 12   | SK Sturm Graz            | 24  | 30 | 10 | 4  | 16 | 35 | 42 | -7   |
| 13   | 1. Simmeringer SC P      | 23  | 30 | 8  | 7  | 15 | 31 | 55 | -24  |
| 14   | Schwarz-Weiß Bregenz P   | 19  | 30 | 7  | 5  | 18 | 31 | 60 | -29  |
| 15   | Wacker AC                | 16  | 30 | 5  | 6  | 19 | 43 | 59 | -16  |
| 16   | WSG Radenthein P         | 12  | 30 | 4  | 4  | 22 | 31 | 81 | -50  |

|  | Qualification pour la Coupe des clubs champions 1971-1972                    |
|  | Qualification pour la Coupe des Coupes 1971-1972                             |
|  | Qualification pour la Coupe UEFA 1971-1972                                   |
|  | Relégation directe en Regionalliga                                           |
|  | T Tenant du titre C Vainqueur de la Coupe d'Autriche P Promu de Regionalliga |

## Bilan de la saison
| Championnat d'Autriche de football 1970-1971 |                                 |
| Champion                                     | FC Wacker Innsbruck (1er titre) |
| Coupes et trophées                           |                                 |
| Vainqueur de la Coupe d'Autriche 1970-1971   | FK Austria Vienne               |
| Qualifications continentales                 |                                 |
| Coupe d'Europe des clubs champions 1971-1972 | FC Wacker Innsbruck             |
| Coupe des Coupes 1971-1972                   | FK Austria Vienne               |
| Coupe UEFA 1971-1972                         | SV Austria Salzbourg            |
| Coupe UEFA 1971-1972                         | SK Rapid Vienne                 |
| Promotions et relégations                    |                                 |
| Promus en Nationalliga                       | WSV Donawitz                    |
| Promus en Nationalliga                       | SK Bischshofen                  |
| Promus en Nationalliga                       | SC Eisenstadt                   |
| Relégués en Regionalliga                     | WSG Radenthein                  |
| Relégués en Regionalliga                     | Wacker AC                       |
| Relégués en Regionalliga                     | Schwarz-Weiss Bregenz           |